# Tauró blau
La tintorella, tintorera, ca marí, tauró o tauró blau entre altres denominacions populars  (Prionace glauca) és una espècie de peix cartilaginós carcariniforme de la família dels carcarínids de cos estilitzat i allargat, amb un musell llarg i cònic.

## Morfologia
Té ulls grossos que, igual que tots els carcariniformes, estan proveïts d'una membrana nictitant, una mena de parpella semitransparent que va de dalt a baix i protegeix els globus oculars quan lluiten amb la seva presa. Posseeix cinc fenedures branquials, dues aletes dorsals, dues aletes pectorals, dues aletes anals i una aleta caudal. Les aletes pectorals són llargues i primes, i l'aleta caudal està proveïda d'un lòbul superior també molt allargat. Té una coloració blanca a la part ventral, i un blau metàl·lic molt intens a la resta del cos. Les seves dents, que cauen i són reemplaçades constantment, són de forma triangular amb vores serrades. Té una longitud mitjana de 2,5 m i un pes de 80 kg, encara que s'han registrat casos de femelles adultes amb longituds superiors als 4 m i un pes de fins a 220 kg.

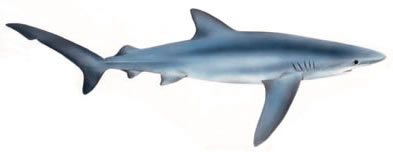
Aspecte extern de la tintorera.

Com a particularitat cal destacar que, donada la longitud del seu nas, la seva mandíbula s'ha adaptat per poder mossegar sense problemes, ja que la part superior de la mandíbula és capaç de projectar-se cap endavant, de tal manera que per mossegar no necessita alçar el cap.
- Cos força allargat i fusiforme.
- Musell bastant comprimit i estretament cònic.
- La primera dorsal és situada a la meitat del cos; la segona dorsal i l'anal són petites.
- Les aletes pectorals són estretes, llargues i un xic falciformes.
- Presenta cinc parells de fenedures branquials, el darrer per sobre de les pectorals.
- La coloració és d'un blau brillant intens, la punta de les aletes és fosca; la panxa és blanca.
- El seu color es torna gris apagat un cop morta.
- Aconsegueix 383 cm de longitud total.
- El mascle madura entre els 182 i 281 cm. La femella ho fa quan té entre 173 i 221 cm.

## Ecologia
És una espècie pelàgica que ocupa tant la superfície de mar obert com les zones costaneres. Es desplaça sol o en grups per les aigües fredes, entre 7° i 16 °C, tot i que tolera els 21 °C o més. Presenta costums nocturns. És un migrador força actiu. Els individus de la població se segreguen per edats i sexes.

## Alimentació

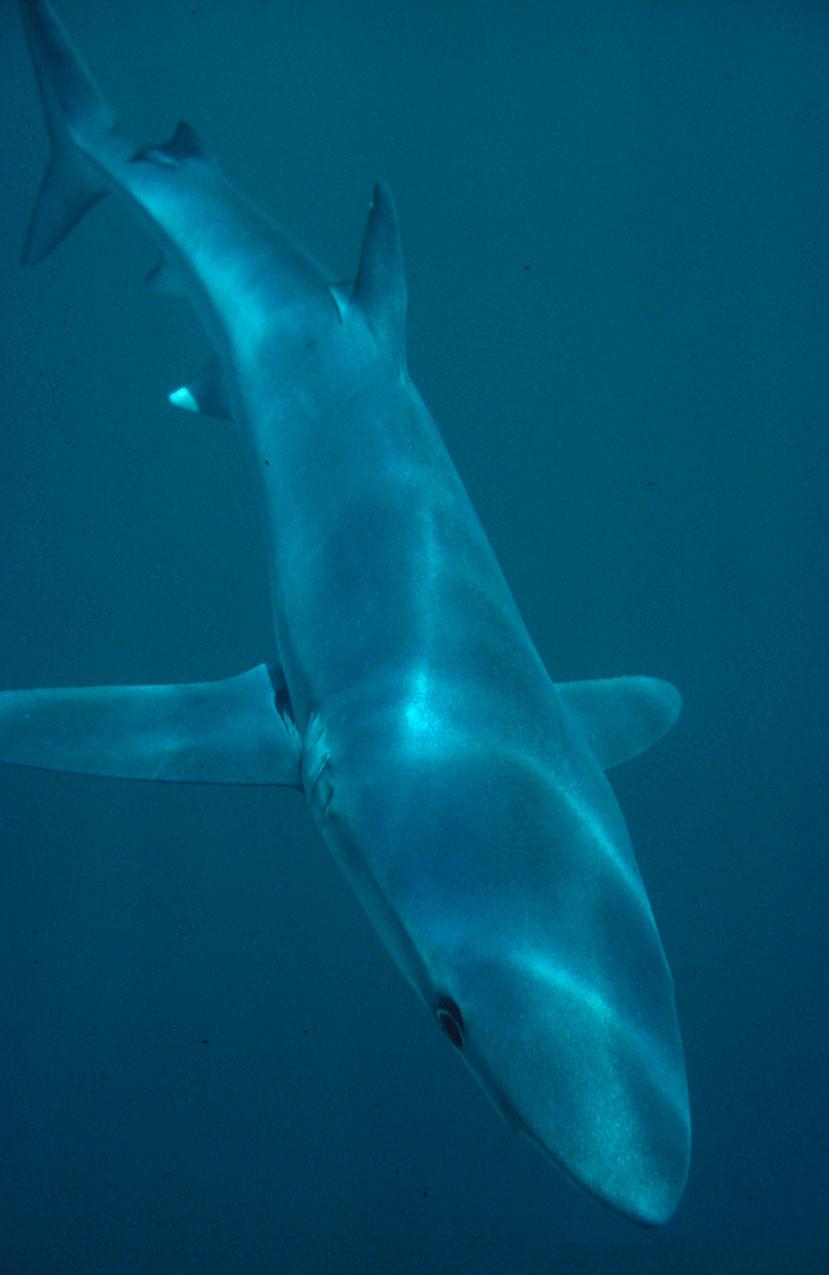
Tintorera

S'alimenta principalment de petites preses que captura tant entre dues aigües com al fons del mar. Menja peixos pelàgics i demersals, cefalòpodes (sobretot calamars) i alguns crustacis. No menysprea ni la carronya ni les deixalles. Pot ser agressiu amb els humans si se sent amenaçat. Normalment caça en parella o en grups petits per ajudar-se a dispersar les moles. En la seva recerca d'aliment pot recórrer grans distàncies. S'estima que poden recórrer distàncies de fins a 5.500 km.

## Reproducció
La tintorera és un peix vivípar. La maduresa sexual ocorre entre els 5 i 6 anys en les femelles i els 4 i 5 en els mascles. La fecundació té lloc dins el cos de la femella que el mascle fertilitza gràcies a un parell d'aletes pelvianes especials anomenades pterigòpodes. Les femelles posseeixen dos úters en lloc d'un, dins dels quals es desenvolupen entre 4 i 35 cries, a finals de la primavera o a principis d'estiu, segons la mida i la regió que habiti. La femella pot retenir l'esperma d'un any per l'altre. Les tintoreres nounades mesuren aproximadament 40 cm de longitud. Igual que en altres espècies de taurons vivípars, les femelles perden la gana poc abans de parir per evitar devorar als seus propis fills. La gestació dura entre 9 i 12 mesos. Les tintoreres són completament independents en néixer i instantàniament busquen refugi dels depredadors, entre ells els seus propis pares. En néixer posseeixen encara el seu sac vitel·lí, una prolongació del seu abdomen on es troben els seus òrgans interns, i que és reabsorbit cap al cos poc temps després.

## Aprofitament
La baixa qualitat de la carn fa que no tingui gaire importància comercial, tot i la seua abundor. Es captura principalment amb palangre, però també s'enxarxa en l'art de ròssec. Les aletes s'aprofiten per a fer la sopa d'aleta de tauró i les mandíbules es venen com a ornament.